# Postmodernisme (relations internationales)
Pour les articles homonymes, voir Postmodernisme (homonymie).
Le postmodernisme en relations internationales est une approche qui fait partie de la recherche en relations internationales depuis les années 1980.  

## Théorie
Bien qu'il existe différents courants de pensée, un élément clef des théories postmodernes est la méfiance à l'égard de tout récit de la vie humaine qui prétend avoir un accès direct à la vérité. La théorie postmoderne des relations internationales critique des théories comme le marxisme qui fournissent un métarécit global à l'histoire. Parmi les principaux penseurs postmodernes figurent les philosophes français Jean-François Lyotard, Michel Foucault et Jacques Derrida. 

## Critiques
Une des principales critiques faites aux approches postmodernes des relations internationales est qu'elles accordent trop d'importance aux notions théoriques et ne se soucient généralement pas des preuves empiriques.